# Typhochrestus
Typhochrestus es un género de arañas araneomorfas de la familia Linyphiidae. Se encuentra en la zona holártica.

## Lista de especies
- Typhochrestus acoreensis Wunderlich, 1992
- Typhochrestus alticola Denis, 1953
- Typhochrestus berniae Bosmans, 2008
- Typhochrestus bifurcatus Simon, 1884
- Typhochrestus bogarti Bosmans, 1990
- Typhochrestus brucei Tullgren, 1955
- Typhochrestus chiosensis Wunderlich, 1995
- Typhochrestus ciliiunti Barrientos & Febrer, 2018
- Typhochrestus curvicervix (Denis, 1964)
- Typhochrestus cyrenanius Denis, 1964
- Typhochrestus digitatus (O. Pickard-Cambridge, 1873)
- Typhochrestus djellalensis Bosmans & Bouragba, 1992
- Typhochrestus dubius Denis, 1950
- Typhochrestus epidaurensis Wunderlich, 1995
- Typhochrestus fortunatus Thaler, 1984
- Typhochrestus hesperius Thaler, 1984
- Typhochrestus ikarianus Tanasevitch, 2011
- Typhochrestus inflatus Thaler, 1980
- Typhochrestus longisulcus Gnelitsa, 2006
- Typhochrestus madeirensis Crespo, 2013
- Typhochrestus mauretanicus Bosmans, 1990
- Typhochrestus meron Tanasevitch, 2013
- Typhochrestus montanus Wunderlich, 1987
- Typhochrestus numidicus Bosmans, 1990
- Typhochrestus paradorensis Wunderlich, 1987
- Typhochrestus pekkai Bosmans & Oger, 2014
- Typhochrestus penevi Komnenov, 2014
- Typhochrestus pygmaeus (Sørensen, 1898)
- Typhochrestus sardus Bosmans, 2008
- Typhochrestus simoni Lessert, 1907
- Typhochrestus sireti Bosmans, 2008
- Typhochrestus spatulatus Bosmans, 1990
- Typhochrestus splendidus Bosmans, 1990
- Typhochrestus sylviae Hauge, 1968
- Typhochrestus uintanus (Chamberlin & Ivie, 1939)
- Typhochrestus ultimus Bosmans, 1990
- Typhochrestus virilis Bosmans, 1990